# Messier 3
Messier 3 (cunoscut și ca NGC 5272) este un roi globular care face parte din Catalogul Messier, întocmit de astronomul francez Charles Messier.